# Tennistoernooi van Eastbourne 2011
Het tennistoernooi van Eastbourne van 2011 werd van 12 tot en met 18 juni 2011 gespeeld op de grasbanen van de Devonshire Park Lawn Tennis Club in de Engelse kustplaats Eastbourne. De officiële naam van het toernooi was Aegon International.
Het toernooi bestond uit twee delen:
- WTA-toernooi van Eastbourne 2011, het toernooi voor de vrouwen
- ATP-toernooi van Eastbourne 2011, het toernooi voor de mannen

ATP-toernooi van Eastbourne – WTA-toernooi van Eastbourne

2009 · 2010 · 2011 · 2012 · 2013 · 2014 · 2015 · 2016 · 2017 · 2018 · 2019 · 2020 · 2021 · 2022 · 2023 · 2024